# 별무리학교
별무리학교(Byulmuri Christian School)는 충청남도 금산군 남일면에 위치한 기독교 대안학교이다. 일반 공립학교에서 근무하고 있는 기독교사들의 단체인 사단법인 교사선교회 소속의 교사들 중, 공교육 가운데에서는 실현하기 어려운 기독교 교육의 비전을 품고 이를 실현하고자 하였던 교사들이 주축이 되어 2012년에 설립되었다.

## 표어
하나님 나라를 위한 책임 있는 그리스도의 제자 양성

## 교육 목표
1. 창조 세계를 알고 청지기적 소명을 실천하는 사람
2. 진리를 알고 사랑하는 사람
3. 나를 알고 스스로 성장해가는 사람

## 핵심 가치
- 제자도(discipleship)

제자도란 부활의 능력 가운데 예수님이 가신 길을 따르는 삶이다.
인간은 하나님의 말씀에 따라서 삶의 모든 활동을 통하여 하나님을 섬기는 헌신적인 예배의 삶을 살아야 한다.
- 공동체(community)

인간은 하나님의 사랑 안에서 공동체로서 존재하며 하나님과 이웃을 섬김에 있어 동역자된 삶을 살아야 한다.
- 소명(calling)

하나님의 협력자, 또는 동역자로서 하나님의 세상을 능동적으로 다스리고, 개발하고 문화를 창조하는 삶을 살아야 한다.
- 샬롬(shalom)

하나님을 아는 것은 정의와 평화를 삶에서 드러내는 것이며 진리이신 그리스도를 깨달은 사람은 책임감과 긍휼로 답하게 된다.
따라서 공평과 의를 행하고 가난한 자와 궁핍한 자를 섬기는 삶을 살아야 한다.

## 특징
- 공립학교 교사들이 세운 대안학교

기독교 대안학교들은 대체로 교회를 법인으로 두고 목사나 장로가 주도하여 설립한다. 이 경우에는 해당 교회의 담임목사 또는 당회장(장로)이 학교의 이사장이나 교장이 되는 경우가 많고, 이에 따라 교원 선발 및 교육과정 수립, 생활규칙 등 전반적인 학교 운영은 보통 교회나 그 교회의 소속교단 내지 담임목사 목사가 추구하는 비전이나 교육철학에 입각하여 운영되는 경우가 대다수이다. 그와 달리 별무리학교는 공립 초등학교 및 중고등학교에 재직중이던 공교육 교사들이 기독교 교육에 대한 비전과 그에 입각한 대안교육의 필요성을 느껴 설립하게 된 학교라는 점, 현직 교사들과 대학교수들이 모여 교육철학과 교육과정을 함께 세운 대안학교라는 점에서 특별하다.
- 해외이동수업

별무리학교에서는 9학년(중3)이 되면 약 8~9개월간 해외이동수업을 실시한다. 해외이동수업에서는 영어를 통한 국제적 소통 능력을 향상시키는 것이 주 교육목표이지만, 영어수업 뿐만 아니라 기타 교과수업도 진행하며 학년 여행과 같은 다양한 특별활동을 하게 된다. 특히 주말에 각자의 집으로 돌아가 생활하는 본교에서와는 달리 해외이동수업에서는 주말에도 부모님이 아닌 동급생 및 선생님들과 같이 지내야 하므로 이 과정에서 학생들은 독립성과 책임감, 소통역량, 공동체 역량을 기르게 된다. 2023년부터 추진된 스페인, 독일 현지 학교와의 교환 학습 프로젝트가 운영되어 학생들에게 좋은 교육과정으로 평가 받고 있다.
- 고교학점제[자료 1]

2025학년도부터 공교육에서 시행되는 고교학점제를 별무리학교에서는 2016년부터 고등 과정에서 전면적으로 시행하고 이를 성공적으로 정착시켰다. 먼저 고교학점제 운영과 학습관리를 위해 교사와 졸업생들이 모여 자체개발한 LMS시스템이 잘 구축되어 있어 철저한 학습관리가 가능하다. 교사가 개설하는 수업 외에도 교내 또는 학교 밖 전문가를 멘토교사로 하여 그 교사의 책임지도 하에 학생들도 자신의 흥미와 진로적성에 따라 수업을 개설할 수도 있다. 분기당 개설되는 수업의 개수가 200여개가 넘는다.
- 혁신적인 프로젝트(PBL) 수업

일반적인 프로젝트 수업이 대체로 하나의 주제를 정해서 학생들끼리 주제에 대한 탐구를 하거나 결과물을 도출하여 교내행사의 차원으로 학기말에 발표하고 평가하는 방식과는 달리, 별무리학교의 프로젝트수업은 대개 '학교 밖 교육과정'으로 확장되는 특징을 가진다. 사회현안에 직접 참여하거나 지역공동체와 함께 협업하고, 프로젝트 수업을 통해 나온 결과물을 실제 현실생활에 적용할 수 있도록 하는 혁신적인 프로젝트를 많이 진행한다. 대표적으로 영어가 보급되지 않은 개발도상국의 학생들을 대상으로 영어학습 콘텐츠를 제작하여 보급하는 프로젝트, 자동차나 로보트를 직접 제작하는 프로젝트, 실내에서 농작물을 직접 재배하는 스마트팜 프로젝트, 독거노인지원 프로젝트, 3D프린팅 기술을 사용하여 시각장애인들이 미술 작품을 감상할 수 있도록 작품을 만드는 프로젝트 등이 있다.
- 수렴형 교육과정

2024학년도부터 12학년(고3)에서 'S56'이라는 이름의 수렴형 교육과정을 적용하고 있다. 인문학교, 창업학교, 여행학교, 작품학교라는 네 개의 '학교 속 학교' 체제를 구성하고 학생의 진로와 적성에 맞게 실제적이고 심화된 프로젝트를 구체화하는 교육과정을 연구하고 이를 운영 중이다. 이 과정에서는 대학교수 및 각 분야의 전문가들이 멘토로 참여하거나, 각 단위학교 별로 수업테마와 직접적으로 관련이 있는 국내외 체험학습을 진행한다. 이를 통해 학생들은 자신들의 진로와 관련된 분야를 더욱 심도있게 몰입하고 탐구할 수 있는 배움의 기회를 얻는다.

## 학교운영 특색 및 학교생활
- 대안교육기관에 관한 법률(법률 제 17887호)에 의거하여 대안교육기관으로 정식 등록(2022년 6월 30일)된 학교이다.

- (초)중등과 고등은 서로 독립된 교육과정을 운영된다. 실제로 (초)중등학교와 고등학교는 건물의 위치가 아예 다르고, 교복도 서로 다르다. 2024년 현재 초등학교 6학년부터 입학생을 받고 있으며, 중등과정 졸업 후 다른 공립 고등학교에 진학할 수도 있지만 대부분의 중등 졸업생들은 고등과정에 입학한다. 또한 일반 공립중학교를 다니다가 고등과정에 새로 입학하는 학생들도 있다.

- 12학년제에 따른 학년제도를 운영한다. 따라서 중1-3을 7-9학년으로, 고1-3을 10-12학년으로 명칭한다. 아울러 학교의 교육과정은 학기제가 아닌 쿼터제(분기제)로 운영되는데, 한 쿼터는 9주간의 정규수업과정으로 구성된다. 1쿼터와 3쿼터 이후에는 1주간의 쿼터방학기간이 있고, 2쿼터와 4쿼터 이후에는 각각 여름방학과 겨울방학이 있다.

- 학교 주변에 별무리 전원마을이 조성되어 있다.[자료 3]  이 마을 주민들은 대부분 별무리학교의 교직원이거나 교사선교회 회원으로서 인근 공립학교에서 근무 중인, 또는 정년퇴임한 교사들이다.[자료 4] 6학년 학생들은 기숙사 생활을 하지 않고 별무리마을 주민(교사)들의 가정집에서 홈스테이를 한다.

- 학교 직속의 교육연구소(연구소장 허경진)가 설치되어 운영되고 있다. 아울러 교사들의 배움공동체 학습조직이 활발하게 운영되고 있고, 이를 학교차원에서 적극 지원하고 있다.

- 학교매점이 있다. 그래서 학생들은 점심시간이나 저녁시간에 자유롭게 매점을 이용할 수 있다.

- '이든카페'라는 이름의 학교에서 운영하는 카페가 있다. 이 곳은 학생들의 모임공간 내지 여가공간인 동시에 바리스타 및 제과제빵, 경영 관련 수업이 진행된다.

- 여타 기독교 대안학교와 마찬가지로 아침QT, 수요정기예배, 저녁찬양기도회, 영성캠프 등 다양한 신앙활동이 진행된다. 특히 별무리학교에서는 '양육'이라는 특별한 소그룹 모임활동이 있다.

- 별무리 오케스트라는 2012년 창단 이후 각종 대회에서 수상을 하였고 국내 연주회 및 해외공연을 진행한 바 있다. 이에 2023년 한국예술비평가협회의 베스트(BEST) 청소년오케스트라로 선정되어 메세나 지원단체로 선정되었다.[5]

- 매년 봄철에 약 1달간에 걸쳐서 열리는 '별무리월드컵'이라는 이름의 전교생 축구대회가 있다. 학년대항전 토너먼트방식으로 진행되며 교사들도 팀을 꾸려 토너먼트에 함께 참여한다는 것이 특징이다. 또한 고등학교에서는 매년 가을에 '세미월드컵'을 개최한다.
- 2024년 8월에 '별드림관'이라는 이름의 신관건물이 새로 건축되었다. 이로 인해 교장실, 교육지원실, 교육연구소의 각 학교기관 사무실을 비롯하여 이든카페, 도서관이 신관으로 확장이전하였다.

- 매년 10월 초중순에 국토순례 행사를 진행한다. (초)중등은 도보, 고등은 자전거를 이용하여 국토순례를 진행한다.

- 매 분기마다 '별무리매거진'이라는 학교소식지 책자가 발행된다.

- 별무리학교는 대학입시준비를 방점으로 두고 교육을 하는 학교가 아님을 밝히고 있다. 학교에서는 대학을 사회로 진출하는 여러 출구전략 중 하나로서 다루고 있고, 실제로 대학입시 결과가 아무리 좋아도 그 내용을 대외적으로 공개하지 않는다고 한다.

## 기타 참고해볼만한 자료
- 별무리학교  - 공식 웹사이트
- 도서: 별헤는 학교 나만의 별을 찾는 아이들(장유행 저, 자화상)[6]
- 음악: 별들에게(작사-박민아 외, 작곡-김예린 외)[7]
- 음악: With 8(작사-김다인 외, 작곡-구태웅)[8]
- 음악: 반짝이는 우리(작사-장노아 외, 작곡-구태웅)
- 음악: 별무리학교 주제곡(작사-안세은, 작곡-김예린 외)[9]

## 영상자료
1. ↑  KBS 다큐On '새로운 학교가 온다-별무리학교' 편 참조
2. ↑  '평면 그림 입체화.. 손끝으로 감상' MBC뉴스 보도자료 참조
3. ↑  'EBS 고향민국-금산, 젊은 마을 전성시대' 23년 8월 25일 방영분 참조
4. ↑  'MBC(대전) 생방송 아침이 좋다-마을탐구생활: 금산 별무리마을 편 20년 12월 14일 방영분 참조